# Aplicació lineal
En matemàtiques, una aplicació lineal és un morfisme entre dos espais vectorials que respecta l'operació suma de vectors i la multiplicació escalar definides en aquests espais vectorials, o, en altres paraules que preserven les combinacions lineals.

## Definicions
Sigui {\displaystyle f:\mathbf {E} \rightarrow \mathbf {F} } una aplicació on {\displaystyle \mathbf {E} } i {\displaystyle \mathbf {F} } són dos {\displaystyle \mathbb {K} }-espais vectorials.
| {\displaystyle \,f} és una aplicació lineal (o un morfisme de {\displaystyle \mathbb {K} }-espais vectorials) si: - {\displaystyle f(x+y)=f(x)+f(y),\;\forall x,y\in E} - {\displaystyle f(\lambda \cdot x)=\lambda \cdot f(x),\;\forall \lambda \in \mathbb {K} ,\;\forall x\in E} |

Una aplicació que compleixi la primera condició es diu additiva, si, en canvi compleix la segona es diu homogènia.

### Propietats
Si {\displaystyle f:\mathbf {E} \rightarrow \mathbf {F} } és una aplicació lineal, {\displaystyle \forall x,y\in \mathbf {E} }, i {\displaystyle \forall a,b\in \mathbb {K} } es compleix:
- {\displaystyle f(ax+by)=af(x)+bf(y)\,}
- {\displaystyle f\left(\sum _{i=1}^{m}a_{i}x_{i}\right)=\sum _{i=1}^{m}a_{i}f(x_{i})}
- {\displaystyle f({\vec {0}})={\vec {0}}}
- {\displaystyle f(-x)=-f(x)\,}
- Si {\displaystyle g:\mathbf {F} \rightarrow \mathbf {G} } també és una aplicació lineal, aleshores:{\displaystyle g\circ f:\mathbf {E} \rightarrow \mathbf {G} }, també és una aplicació lineal.

## Nucli i imatge
Sigui {\displaystyle f:\mathbf {E} \rightarrow \mathbf {F} }
- S'anomenarà nucli de {\displaystyle f} al subespai vectorial de {\displaystyle \mathbf {E} }

{\displaystyle \operatorname {Nuc} f=\left\{x\in \mathbf {E} |f(x)=0\right\}}
- S'anomenarà imatge de {\displaystyle f} al subespai vectorial de {\displaystyle \mathbf {F} }

{\displaystyle \operatorname {Im} f=\left\{y\in \mathbf {F} |\exists x\in \mathbf {E} ,y=f(x)\right\}}

### Teorema del rang
{\displaystyle \dim(\operatorname {Nuc} f)+\dim(\operatorname {Im} f)=\dim(\mathbf {E} )}

### Teorema d'isomorfisme
{\displaystyle \operatorname {Im} f\cong \mathbf {E} /\operatorname {Nuc} f}

## Matriu associada a una aplicació lineal
Siguin {\displaystyle \mathbf {E} } i {\displaystyle \mathbf {F} } dos espais vectorials de dimensió finita, {\displaystyle \{u_{1},\dots ,u_{n}\}} i {\displaystyle \{v_{1},\dots ,v_{m}\}} les seves respectives bases i {\displaystyle f:\mathbf {E} \rightarrow \mathbf {F} } una aplicació lineal, {\displaystyle \ f} queda definida si es coneixen les coordenades de {\displaystyle f(u_{1}),\dots ,f(u_{n})} en la base de {\displaystyle \mathbf {F} }:
{\displaystyle f(u_{i})=\sum _{j=1}^{m}\lambda _{i}^{j}v_{j},i=1,\dots ,n}
{\displaystyle \ A} S'anomena matriu associada a l'aplicació lineal {\displaystyle \ f} en les bases {\displaystyle \{u_{1},\dots ,u_{n}\}} i {\displaystyle \{v_{1},\dots ,v_{m}\}}
{\displaystyle A={\begin{pmatrix}\lambda _{1}^{1}&\cdots &\lambda _{n}^{1}\\\vdots &\ddots &\vdots \\\lambda _{1}^{m}&\cdots &\lambda _{n}^{m}\end{pmatrix}}}
Aquesta matriu ens permet calcular les coordenades de la imatge d'un vector:
{\displaystyle w\in \mathbf {E} =\sum _{i=1}^{n}w_{i}u_{i}}
{\displaystyle \ f(w)\in F=f(\sum _{i=1}^{n}w_{i}u_{i})=\sum _{i=1}^{n}w_{i}(\sum _{j=1}^{m}\lambda _{i}^{j}v_{j})=\sum _{j=1}^{m}(\sum _{i=1}^{n}\lambda _{i}^{j}w_{i})v_{j}}
Les coordenades de {\displaystyle \ f(w)} en la base {\displaystyle \{v_{1},\dots ,v_{m}\}} de {\displaystyle \mathbf {F} } són:
{\displaystyle {\bar {w_{j}}}=\sum _{i=1}^{n}\lambda _{i}^{j}w_{i},i=1,\dots ,m}
{\displaystyle \Rightarrow {\bar {w}}=A\cdot w}

### Composició d'aplicacions lineals
Donades dues aplicacions lineals {\displaystyle f:\mathbf {E} \rightarrow \mathbf {F} } i {\displaystyle g:\mathbf {F} \rightarrow \mathbf {G} } (on {\displaystyle \{u_{1},\dots ,u_{n}\}}, {\displaystyle \{v_{1},\dots ,v_{m}\}} i {\displaystyle \{w_{1},\dots ,w_{s}\}} són les bases de {\displaystyle \mathbf {E} }, {\displaystyle \mathbf {F} } i {\displaystyle \mathbf {G} }) amb {\displaystyle \ A} i {\displaystyle \ B} com a matrius associades en aquestes bases. Aleshores la matriu {\displaystyle C=B\cdot A} és la matriu associada a l'aplicació {\displaystyle g\circ f}

#### Demostració
{\displaystyle \left.{\begin{matrix}f(u_{i})=\sum _{j=1}^{m}a_{i}^{j}v_{j}\\g(v_{j})=\sum _{k=1}^{s}b_{j}^{k}w_{k}\end{matrix}}\right\}\Rightarrow g\circ f(u_{i})=g(f(u_{i}))=g(\sum _{j=1}^{m}a_{i}^{j}v_{j})=\sum _{j=1}^{m}a_{i}^{j}g(v_{j})=\sum _{j=1}^{m}a_{i}^{j}(\sum _{k=1}^{s}b_{j}^{k}w_{k})=\sum _{k=1}^{s}(\sum _{j=1}^{m}a_{i}^{j}b_{j}^{k})w_{k}\Rightarrow }
{\displaystyle C_{i}^{k}=\sum _{j=1}^{m}a_{i}^{j}b_{j}^{k}}
{\displaystyle (C=B\cdot A)}

### Canvi de base
Sigui {\displaystyle f:\mathbf {E} \rightarrow \mathbf {F} } una aplicació lineal amb la matriu {\displaystyle \ A} respecte a les bases {\displaystyle \{u_{1},\dots ,u_{n}\}} i {\displaystyle \{v_{1},\dots ,v_{m}\}} de {\displaystyle \mathbf {E} } i {\displaystyle \mathbf {F} } i la matriu {\displaystyle \ B} respecte a les bases {\displaystyle \{u_{1}',\dots ,u_{n}'\}} i {\displaystyle \{v_{1}',\dots ,v_{m}'\}} es pot escriure {\displaystyle {\text{f}}\;} com la següent composició
{\displaystyle B=Q\cdot A\cdot P}
on {\displaystyle \ P} és la matriu del canvi de base de {\displaystyle \{u_{i}'\}\;} a {\displaystyle \{u_{i}\}\;} i {\displaystyle \ Q} és la matriu del canvi de base de {\displaystyle \{v_{j}\}\;} a {\displaystyle \{v_{j}'\}\;}.

## L'espai dual
L'espai dual és l'espai de les aplicacions lineals que van de {\displaystyle \mathbf {E} } a {\displaystyle \mathbb {R} }.
{\displaystyle \mathbf {E} \rightarrow \mathbb {R} }
Les aplicacions lineals a {\displaystyle \mathbb {R} } s'anomenen formes, i a l'espai {\displaystyle {\mathcal {L}}(\mathbf {E} ,\mathbb {R} )=\mathbf {E^{*}} } se l'anomena espai dual de {\displaystyle \mathbf {E} }, on {\displaystyle {\mathcal {L}}(\mathbf {E} ,\mathbb {R} )} és el conjunt de totes les aplicacions lineals de {\displaystyle \mathbf {E} } a {\displaystyle \mathbb {R} }.
{\displaystyle \mathbf {E^{*}} } és un espai vectorial de la mateixa dimenió que {\displaystyle \mathbf {E} } (si {\displaystyle \mathbf {E} } té dimensió finita):
{\displaystyle \dim {\mathcal {L}}(\mathbf {E} ,\mathbb {R} )=\dim \mathbf {E} \cdot \underbrace {\dim \mathbb {R} } _{\text{1}}=\dim \mathbf {E} }
{\displaystyle \Rightarrow \dim \mathbf {E^{*}} =\dim \mathbf {E} }
Donada una base de {\displaystyle \mathbf {E} =\{u_{1},...,u_{n}\}}, les aplicacions:
| {\displaystyle u_{i}':} | {\displaystyle \mathbf {E} \rightarrow \mathbb {R} } |                                            |
|                         | {\displaystyle u_{j}\mapsto 0}                       | {\displaystyle \quad {\text{si }}~j\neq i} |
|                         | {\displaystyle u_{j}\mapsto 1}                       | {\displaystyle \quad {\text{si }}~j=i}     |

| {\displaystyle u_{i}^{'}(u_{j})=\delta _{ij}=\left\{{\begin{matrix}1&{\mbox{si}}&i=j\\0&{\mbox{si}}&i\neq j\end{matrix}}\right.} |

On {\displaystyle u_{i}'} és l'aplicació, {\displaystyle u_{j}} és l'element i {\displaystyle \delta _{ij}} és la funció delta de Kronecker.
Les aplicacions {\displaystyle \{u_{i}'\}(i=1,...,n)} formen una base de {\displaystyle \mathbf {E} ^{*}} que s'anomena base dual de {\displaystyle \{u_{1},...,u_{n}\}}.

### Observació
Suposem que {\displaystyle \{u_{1},...,u_{n}\}} i {\displaystyle \{v_{1},...,v_{n}\}} són bases diferents de {\displaystyle \mathbf {E} } amb algun vector en comú (suposem que {\displaystyle u_{1}=v_{1}}), aleshores, en les dues bases duals {\displaystyle \{u_{1}',...,u_{n}'\}} i {\displaystyle \{v_{1}',...,v_{n}'\}}, {\displaystyle u_{1}'} i {\displaystyle v_{1}'} no tenen per què ser iguals.

### Proposició
Sigui {\displaystyle \{u_{1},...,u_{n}\}} una base de {\displaystyle \mathbf {E} } i {\displaystyle \{u_{1}',...,u_{n}'\}} la seva base dual, les coordenades d'una forma qualsevol {\displaystyle \omega \in \mathbf {E} ^{*}} en la base {\displaystyle \{u_{1}',...,u_{n}'\}} són {\displaystyle (\omega (u_{1}),...,\omega (u_{n}))}.
| {\displaystyle \omega :} | {\displaystyle \mathbf {E} \rightarrow \mathbb {R} } |
|                          | {\displaystyle u_{1}\mapsto \omega (u_{1})}          |
|                          | {\displaystyle u_{j}\mapsto \omega (u_{2})}          |
|                          | {\displaystyle \vdots }                              |
|                          | {\displaystyle u_{n}\mapsto \omega (u_{n})}          |

{\displaystyle \omega =\alpha _{1}u_{1}'+,,,+\alpha _{n}u_{n}'~~~~~~~~~~\alpha _{i}=\omega (u_{i})~~~i=1,...,n}
{\displaystyle \Rightarrow \omega =\omega (u_{1})\cdot u_{1}'+...+\omega (u_{n})\cdot u_{n}'}
{\displaystyle \omega =\sum _{i=1}^{n}\omega (u_{i})\cdot u_{i}'}

#### Demostració
Per tot vector {\displaystyle u_{k}} de la base de {\displaystyle \mathbf {E} } tenim:
{\displaystyle {\bigg (}\sum _{i=1}^{n}\omega (u_{i})\cdot u_{i}'{\bigg )}(u_{k})=\sum _{i=1}^{n}\omega (u_{i})\cdot u_{i}'(u_{k})=\omega (u_{1})\cdot \underbrace {u_{1}'(u_{k})} _{\text{0}}+...+\omega (u_{k})\cdot \underbrace {u_{k}'(u_{k})} _{\text{1}}+...+\omega (u_{n})\cdot \underbrace {u_{n}'(u_{k})} _{\text{0}}=\omega (u_{k})}
{\displaystyle \Rightarrow \omega =\sum _{i=1}^{n}\omega (u_{i})\cdot u_{i}'}

### Aplicacions duals
Fixada una aplicació lineal {\displaystyle f:\mathbf {E} \rightarrow \mathbf {F} } i {\displaystyle \mathbf {F} ^{*}={\mathcal {L}}(\mathbf {F} ,\mathbb {R} )}, al compondre un element {\displaystyle \omega \in \mathbf {F} ^{*}} amb {\displaystyle f}, obtenim un element {\displaystyle \omega \circ f\in \mathbf {E} ^{*}}:
| Aplicació dual |

Per tant, existeix una aplicació {\displaystyle f'} que designarem per aplicació dual de {\displaystyle f}:
{\displaystyle {\begin{matrix}f':&\mathbf {F} ^{*}\rightarrow \mathbf {E} ^{*}\\&\omega \mapsto \omega \circ f\end{matrix}}}
i té les següents propietats:
- Lineal:

{\displaystyle f'(\omega +v)=(\omega +v)\circ f=(\omega \circ f)+(v\circ f)=f'(\omega )+f'(v)}
{\displaystyle f'(\lambda \omega )=(\lambda \omega )\circ f=\lambda (\omega \circ f)=\lambda f'(\omega )}
- {\displaystyle (g\circ f)'=f'\circ g'}:

{\displaystyle (g\circ f)'(\omega )=\omega \circ (g\circ f)=(\omega \circ g)\circ f=f'(\omega \circ g)=f'(g'(\omega ))=f'\circ g'(\omega )}

### Relació entre matrius
- {\displaystyle f:\mathbf {E} \rightarrow \mathbf {F} } té per matriu associada {\displaystyle A=(a_{i}^{j})} en les bases {\displaystyle \{u_{1},...,u_{n}\}} i {\displaystyle \{v_{1},...,v_{m}\}} de {\displaystyle \mathbf {E} } i {\displaystyle \mathbf {F} } respectivament.
- {\displaystyle f':\mathbf {F} ^{*}\rightarrow \mathbf {E} ^{*}} tindrà una matriu associada {\displaystyle B=(b_{i}^{j})} en les dues bases duals {\displaystyle \{v_{1},...,v_{m}\}} i {\displaystyle \{u_{1},...,u_{n}\}} de {\displaystyle \mathbf {F} ^{*}} i {\displaystyle \mathbf {E} ^{*}} respectivament.

#### Proposició
La matriu de l'aplicació dual {\displaystyle f'} en les bases duals és la matriu transposada de {\displaystyle A}.
{\displaystyle B=(b_{i}^{j})=(a_{j}^{i})=A^{t}}

#### Demostració
{\displaystyle b_{i}^{j}=(f'(v_{i}'))(u_{j})=(v_{i}'\circ f)(u_{j})=v_{i}'(f(u_{j}))=v_{i}'(\sum _{k=1}^{m}a_{j}^{k}v_{k})=\sum _{k=1}^{m}a_{j}^{k}v_{i}'(v_{k})=a_{j}^{1}\underbrace {v_{i}'(v_{1})} _{\text{0}}+...+a_{j}^{i}\underbrace {v_{i}'(v_{i})} _{\text{1}}+...+a_{j}^{m}\underbrace {v_{i}'(v_{m})} _{\text{0}}=a_{j}^{i}}
{\displaystyle \Rightarrow b_{i}^{j}=a_{j}^{i}\Rightarrow B=A^{t}}